# Музей алое
Музей алое — музей на Арубі.
Він розташований на заводі Aruba Aloe Factory, що належить Aruba Aloe Balm NV, і розташований поруч із виробничими полями плантації Хато. Музей надає інформацію про алое вера, рослину, яка культивується на Арубі вже понад 160 років.
Музей можна відвідувати вільно, але також можна відвідати екскурсію.
Екскурсія музеєм і фабрикою дає змогу ознайомитися з процесом виробництва алое на Арубі, а також зі 160-річною історією вирощування алое на Арубі.
Кожні 15 хвилин фабрика надає безкоштовних екскурсоводів різними мовами, починаючи від англійської, голландської, іспанської та пап'яменто (рідної мови Аруби). Музей відкритий з 8:00 до 16:30 з понеділка по п'ятницю. У суботу музей працює з 9:00 до 16:00. 0. У неділю музей не працює. Пропонується пішохідна екскурсія, яка включає в себе кімнату для розрізання алое, лабораторію для тестування, кімнату для розливу, і навіть пакування та зберігання.